# Димитър Денев
Димитър Минев Денев е български офицер, контраадмирал (генерал-майор).

## Биография
Роден е на 13 април 1957 г. във Варна. Завършва през 1982 г. Военноморското училище „Никола Вапцаров“ със специалност Корабоводене. Започва службата си като командир на минно-артилерийска бойна част на базов тралчик в 3 отделен дивизион тралчици на военноморска база Варна. Бил е помощник-командир и командир на базов тралчик. Завършва Военната академия в Русия. Служи като старши помощник-началник в отделение и в отдел в щаб на военноморска база, командир на дивизион миночистачни кораби, заместник-началник на отдел „Планиране и развитие на ВМС“, началник-щаб на Военноморска база – Варна.
На 25 април 2006 г. е назначен за помощник-началник на щаба на Военноморските сили по ресурсите, считано от 1 юни 2006 г. На 21 април 2008 г. е освободен от длъжността помощник-началник на щаба на Военноморските сили по ресурсите, считано от 1 юни 2008 г. С това от 2008 до 2009 г. учи във Военноморския колеж в Нюпорт, САЩ. На 1 юли 2009 г. е назначен на длъжността директор на дирекция „Логистика“ и удостоен с висше офицерско звание комодор. На 3 май 2010 г. е освободен от длъжността директор на дирекция „Логистика“ и назначен на длъжността директор на дирекция „Ресурси“ в Щаба на Съвместното командване на силите на НАТО в Лисабон, Португалия.. На 17 октомври 2012 г. е освободен от длъжността директор на дирекция „Ресурси“ в Щаба на Съвместното командване на силите на НАТО в Лисабон, Португалия и назначен на длъжността заместник-командир на Военноморските сили, считано от 1 декември 2012 г.
На 28 април 2014 г. комодор Димитър Денев е освободен от длъжността заместник-командир на Военноморските сили, назначен на длъжността командир на същите и удостоен с висше офицерско звание „контраадмирал“, считано от 30 юни 2014 г. На 24 март 2015 г. контраадмирал Димитър Денев е освободен от длъжността командир на Военноморските сили и от военна служба, считано от 13 април 2015 г.
С указ № 69 от 30 април 2015 г. контраадмирал Димитър Денев е награден с орден „За военна заслуга“ първа степен за големите му заслуги за развитието на Българската армия.
На 13 април 2020 г. снет от запаса поради навършване на пределна възраст за генерали 63 г.

## Военни звания
- Лейтенант (1982)
- Старши лейтенант (1985)
- Капитан-лейтенант (1989)
- Капитан III ранг (1994)
- Капитан II ранг (1997)
- Капитан I ранг (2000)
- Комодор (1 юли 2009)
- Контраадмирал (30 юни 2014)